# Nerine rehmannii
Nerine rehmannii là một loài thực vật có hoa trong họ Amaryllidaceae. Loài này được (Baker) L.Bolus mô tả khoa học đầu tiên năm 1930.